# 鄧肇堅維多利亞官立中學
鄧肇堅維多利亞官立中學（簡稱維官，簡稱TSKVGSS）是香港一所官立中文中學，位於灣仔愛群道5號。該校前身為1933年由英國殖民政府成立的「初級工業學校」。因應1997年工業中學教育改革，該校轉為文法中學，於同年9月易名為「鄧肇堅維多利亞官立中學」。
維官是香港現存六所持續辦學的前官立工業中學之一，其餘五所分別是九龍工業學校、何東中學、筲箕灣東官立中學、觀塘功樂官立中學及賽馬會官立中學，維官在這些學校之中歷史起源最早。

## 歷史
鄧肇堅維多利亞官立中學的前身初級工業學校在1933年於加路連山道建校，附設於前維多利亞英童學校，校長為佐治韋特先生，其時只有教員4人和學生40人，提供四年制之學徒前期訓練，為香港第一所政府創辦的工業中學。
1948年，初級工業學校於戰後復課，當時為香港官立高級工業學院的連繫學校。
1950年9月，該校與摩理臣山小學共用校舍，佔用校舍頂層，開設七班。
1957年，該校更名為維多利亞工業學校。
直至1979年，因獲鄧肇堅爵士的捐助，得以獲遷往現時灣仔愛群道之校舍，並與香港理工學院、摩利臣山工業學院正式分家。
1979年9月7日，前香港總督麥理浩爵士來校主持奠基典禮；同年11月遷入現今之校舍，成為港島唯一採用連環型校舍設計的中學。為紀念鄧肇堅爵士慷慨捐助，本校易名為「鄧肇堅維多利亞工業學校」；並由前布政司姬達爵士主持開幕典禮；是年開始招收女生。
1997年9月，該校正式定名為「鄧肇堅維多利亞官立中學」。
1997年起，鄧肇堅維多利亞官立中學被教育司署要求試辦兩班母語教學班別，並自1998年起因應當時教育統籌局要求轉為母語授課，同時又在中四及中五級開辦一班以英語授課的理科班別。但隨著時任校長趙淑芬女士與及該校各英文科老師共同努力下，並在2002年率先引入英語戲劇教授英語。
該校在三三四新學制實施時，改為英語授課。為了配合新高中課程，時任校長梁文姬女士額外投放資源，以培訓老師，並加設更多的課後學生增潤課程，以協助學生及老師適應新學制。
此外，為了應符日後工商業社會對資訊人材的需要，該校亦在2009年向政府申請撥款，以興建新的多媒體電腦學習資源中心。有關中心於2010年8月落成。
2005年起，教育統籌局協辦第一屆官立中學航天修學團。2006年起，又開始在初中舉辦航天科普課程，以取代原有的設計與科技課程。2008年起該校再開始在中四級的文科（4C2）開辦一班以全英語授課的商科課程。學生於香港中學文憑考試中取得良好成績，近年有不少學生考進香港大學、香港中文大學等院校。

## 歷任校長
| 歷任校長                    | 年份       |
| --------------------------- | ---------- |
| Mr. George White            | 1933－1941 |
| 1941－1948 因太平洋戰爭停課 |            |
| Mr. J Feguson               | 1948－1950 |
| 劉國禎校長                  | 1950－1951 |
| Mr. L.C.H. Griffiths        | 1951－1957 |
| 劉國禎校長                  | 1957－1962 |
| 譚國榮校長                  | 1962-1970  |
| Mr. A.G. Martin             | 1970－1977 |
| 呂保羅校長                  | 1977－1987 |
| 韓沛霖校長                  | 1987－1988 |
| 馬智修校長                  | 1988－1992 |
| 馬紹良校長                  | 1992－1994 |
| 葉德滋校長                  | 1994－1997 |
| 趙淑芬校長                  | 1997－2007 |
| 伍小冰校長                  | 2007－2009 |
| 梁文姬校長                  | 2009－2014 |
| 陸施燕燕校長                | 2014－2016 |
| 陳欽麒校長                  | 2016－2022 |
| 賴炳輝校長                  | 2022－2024 |
| 陳彩鳳校長                  | 2024－現在 |

## 校友
- 更多有關資訊可見於：鄧肇堅維多利亞官立中學校友列表

## 外部連結
- 鄧肇堅維多利亞官立中學 （页面存档备份，存于）
- 鄧肇堅維多利亞官立中學校友會 （页面存档备份，存于）
- 職業訓練局：初級工業學校（照片1） （页面存档备份，存于）、（照片2） （页面存档备份，存于）、（照片3） （页面存档备份，存于）